# غواصة يو-9
غواصة يو-9 كان غواصة من طراز يو5، وتعتبر واحد من 329 غواصة خدمت في البحرية الإمبراطورية الألمانية في الحرب العالمية الأولى. تم طلب بناءها في 15 يوليو 1908، تم إطلاقها في 22 فبراير 1910 ودخلت الخدمة في 18 أبريل 1910.